# Zapasy na Letnich Igrzyskach Olimpijskich 1952 – kategoria do 57 kg w stylu wolnym
Zmagania mężczyzn do 57 kg to jedna z ośmiu męskich konkurencji w zapasach w stylu wolnym rozgrywanych podczas Letnich Igrzysk Olimpijskich 1952. Pojedynki w tej kategorii wagowej odbyły się w dniach 20 – 23 lipca.
Punktacja opierała się na systemie "złych punktów karnych". Przegrany otrzymywał 3 punkty. Zwycięzca otrzymywał zero punktów za wygraną przez "tusz" (łopatki), a jeden punkt za wygraną decyzją trzech sędziów. Uzyskanie pięciu lub więcej punktów karnych eliminowało zapaśnika z turnieju. Najlepsza trójka walczyła w rundzie finałowej. 

## Klasyfikacja[1]
| Miejsce | Nazwisko               | Kraj              |
| ------- | ---------------------- | ----------------- |
| 1       | Shohachi Ishii         | Japonia           |
| 2       | Raszid Mamedbekow      | ZSRR              |
| 3       | Khashaba Jadhav        | Indie             |
| 4       | Edvin Vesterby         | Szwecja           |
| 5       | Cemıl Sarıbacak        | Turcja            |
| 6       | Lajos Bencze           | Węgry             |
| 7       | Ferdinand Schmitz      | Niemcy            |
| 8       | Eigil Johansen         | Dania             |
| 8       | Mohamed Mehdi Yaghoubi | Iran              |
| 10      | Sad Hafiz Szihata      | Egipt             |
| 11      | Ken Irvine             | Wielka Brytania   |
| 11      | Bill Borders           | Stany Zjednoczone |
| 13      | Tauno Jaskari          | Finlandia         |
| 14      | Omar Blebel            | Argentyna         |
| 14      | Adrien Poliquin        | Kanada            |
| 14      | Oswaldo Johnston       | Gwatemala         |
| 14      | Leonardo Basurto       | Meksyk            |
| 14      | Paul Hänni             | Szwajcaria        |
| 19      | Joseph Trimpont        | Belgia            |
| 19      | Charles Kouyos         | Francja           |

## Wyniki

### Pierwsza runda[2]
| Zwycięzca         | Punkty karne | Wynik        | Przegrany              | Punkty karne |
| ----------------- | ------------ | ------------ | ---------------------- | ------------ |
| Raszid Mamedbekow | 0            | Łopatki      | Mohamed Mehdi Yaghoubi | 3            |
| Bill Borders      | 1            | Decyzja, 3:0 | Paul Hänni             | 3            |
| Sad Hafiz Szihata | 0            | Łopatki      | Oswaldo Johnston       | 3            |
| Eigil Johansen    | 1            | Decyzja, 2:1 | Joseph Trimpont        | 3            |
| Cemıl Sarıbacak   | 0            | Łopatki      | Lajos Bencze           | 3            |
| Shohachi Ishii    | 1            | Decyzja, 3:0 | Tauno Jaskari          | 3            |
| Ken Irvine        | 1            | Decyzja, 3:0 | Omar Blebel            | 3            |
| Edvin Vesterby    | 1            | Decyzja, 2:1 | Charles Kouyos         | 3            |
| Ferdinand Schmitz | 0            | Łopatki      | Leonardo Basurto       | 3            |
| Khashaba Jadhav   | 0            | Łopatki      | Adrien Poliquin        | 3            |

### Druga runda[3]
| Zwycięzca              | Punkty karne | Wynik                       | Przegrany         | Punkty karne |
| ---------------------- | ------------ | --------------------------- | ----------------- | ------------ |
| Raszid Mamedbekow      | 0            | Wycofał się w trakcie walki | Paul Hänni        | 6            |
| Mohamed Mehdi Yaghoubi | 4            | Decyzja, 3:0                | Bill Borders      | 4            |
| Eigil Johansen         | 2            | Decyzja, 3:0                | Sad Hafiz Szihata | 3            |
| Lajos Bencze           | 3            | Łopatki                     | Oswaldo Johnston  | 6            |
| Cemıl Sarıbacak        | 1            | Decyzja, 2:1                | Tauno Jaskari     | 6            |
| Shohachi Ishii         | 1            | Łopatki                     | Ken Irvine        | 4            |
| Edvin Vesterby         | 1            | Łopatki                     | Omar Blebel       | 6            |
| Khashaba Jadhav        | 0            | Łopatki                     | Leonardo Basurto  | 6            |
| Ferdinand Schmitz      | 0            | Łopatki                     | Adrien Poliquin   | 6            |
|                        |              | Wycofał się                 | Joseph Trimpont   | -            |
|                        |              | Wycofał się                 | Charles Kouyos    | -            |

### Trzecia runda[4]
| Zwycięzca              | Punkty karne | Wynik        | Przegrany         | Punkty karne |
| ---------------------- | ------------ | ------------ | ----------------- | ------------ |
| Raszid Mamedbekow      | 0            | Łopatki      | Bill Borders      | 7            |
| Mohamed Mehdi Yaghoubi | 5            | Decyzja, 3:0 | Sad Hafiz Szihata | 6            |
| Lajos Bencze           | 4            | Decyzja, 3:0 | Eigil Johansen    | 5            |
| Shohachi Ishii         | 2            | Decyzja, 3:0 | Cemıl Sarıbacak   | 4            |
| Edvin Vesterby         | 1            | Łopatki      | Ken Irvine        | 7            |
| Khashaba Jadhav        | 1            | Decyzja, 2:1 | Ferdinand Schmitz | 3            |

### Czwarta runda[5]
| Zwycięzca       | Punkty karne | Wynik        | Przegrany         | Punkty karne |
| --------------- | ------------ | ------------ | ----------------- | ------------ |
| Lajos Bencze    | 5            | Decyzja, 2:1 | Raszid Mamedbekow | 3            |
| Cemıl Sarıbacak | 5            | Decyzja, 3:0 | Edvin Vesterby    | 4            |
| Shohachi Ishii  | 3            | Decyzja, 2:1 | Ferdinand Schmitz | 6            |
| Khashaba Jadhav | 1            | Bez walki    |                   |              |

### Piąta runda[6]
| Zwycięzca         | Punkty karne | Wynik        | Przegrany       | Punkty karne |
| ----------------- | ------------ | ------------ | --------------- | ------------ |
| Raszid Mamedbekow | 4            | Decyzja, 3:0 | Khashaba Jadhav | 4            |
| Shohachi Ishii    | 4            | Decyzja, 3:0 | Edvin Vesterby  | 7            |

### Runda finałowa
.
| Zwycięzca         | Punkty karne | Wynik        | Przegrany         | Punkty karne                    |
| ----------------- | ------------ | ------------ | ----------------- | ------------------------------- |
| Raszid Mamedbekow | 4            | Decyzja, 3:0 | Khashaba Jadhav   | 4 - (zaliczony wynik z V rundy) |
| Shohachi Ishii    | 4            | Decyzja, 3:0 | Khashaba Jadhav   | 7                               |
| Shohachi Ishii    | 4            | Decyzja, 3:0 | Raszid Mamedbekow | 7                               |